# Raúl Cuero
Raúl Gonzálo Cuero Rengifo (Buenaventura, Valle del Cauca, 1948) es un microbiólogo colombiano especializado en biogénesis.
Raúl Cuero nació en 1948 en la ciudad de Buenaventura (Valle del Cauca), de una familia humilde conformada por Félix Cuero y  Olimpa Rengifo.
Cuero estudió en la Universidad del Valle en Cali. Continuó sus estudios en Estados Unidos, entre 1970 y 1971 en el Colegio Heidelberg de Ohio y entre 1971 y 1974 como becaro en la Universidad Estatal de Ohio Entre 1980 y 1986 estudió con una beca en Escocia, donde realizó un doctorado en microbiología.[cita requerida]
En 2010,  la Universidad de Antioquia le entregó al investigador un título de doctor honoris causa.
En 2013 el profesor y doctor Rodrigo Bernal, profesor de la Universidad Aarhus (Dinamarca) y del Instituto de Ciencias Naturales de la Universidad Nacional de Colombia, publicó un artículo en el que ponían en duda varios de los logros que Cuero se atribuye en su currículum vítae. Cuero lo negó ante los medios y varias emisoras colombianas.
Raúl Cuero nació en 1948 en la ciudad de Buenaventura (Valle del Cauca), de una familia humilde conformada por Félix Cuero y Olimpa Rengifo. Cuero estudió en la Universidad del Valle en Cali. Continuó sus estudios en Estados Unidos, entre 1970 y 1971 en el Colegio Heidelberg de Ohio y entre 1971 y 1974 como becaro en la Universidad Estatal de Ohio Entre 1980 y 1986 estudió con una beca en Escocia, donde realizó un doctorado en microbiología.[cita requerida]
En 2010, la Universidad de Antioquia le entregó al investigador un título de doctor honoris causa.3
En 2013 el profesor y doctor Rodrigo Bernal, profesor de la Universidad Aarhus (Dinamarca) y del Instituto de Ciencias Naturales de la Universidad Nacional de Colombia, publicó un artículo en el que ponían en duda varios de los logros que Cuero se atribuye en su currículum vítae. Cuero lo negó ante los medios y varias emisoras colombianas.4

## Parque Internacional de la Creatividad
Uno de los proyectos más destacados de Cuero es el Parque Internacional de la Creatividad (IPOC), que proporciona un entorno para que los jóvenes exploren su potencial creativo a través de talleres y actividades científicas. Este parque busca inspirar a las nuevas generaciones a visualizar un futuro donde la ciencia y la tecnología sean vehículos para transformar sus comunidades y el mundo.

## Contribuciones Científicas y Patentes
A lo largo de su carrera, Raúl Cuero ha desarrollado diversas invenciones y tecnologías, registrando varias patentes en Estados Unidos. A continuación, se detallan algunas de sus patentes más destacadas:
1. Composición y método para la remoción de contaminantes del suelo (Patente US5,830,459, 1998): Esta invención se centra en un método para eliminar contaminantes del suelo utilizando microorganismos específicos que descomponen sustancias tóxicas, contribuyendo a la limpieza y rehabilitación de terrenos contaminados.
2. Composición y método para la remoción de contaminantes del suelo (Patente US7,309,437, 2007): Esta patente describe una mejora en el método anterior, optimizando la eficiencia de los microorganismos en la descomposición de contaminantes y ampliando su aplicación a diferentes tipos de suelos y contaminantes.
3. Composición y método para la protección contra radiación ultravioleta (Solicitud de patente US10/740,514, 2003): Cuero desarrolló una proteína natural capaz de proteger la piel humana y las plantas de los efectos nocivos de la radiación ultravioleta. Esta proteína se produce mediante un proceso biotecnológico que involucra la expresión génica en microorganismos.
4. Composición y método para la protección contra radiación ultravioleta (Solicitud de patente US12/288,818, 2008): Esta solicitud amplía la aplicación de la invención anterior, proponiendo formulaciones específicas para la protección de cultivos agrícolas y otros organismos expuestos a radiación ultravioleta.
5. Composición y método para la producción de nanopartículas naturales (Solicitud de patente pendiente): Cuero ha investigado métodos para la producción de nanopartículas utilizando procesos biológicos, lo que podría tener aplicaciones en medicina, electrónica y otras industrias.
6. Composición y método para la producción de baterías naturales (Solicitud de patente pendiente): Esta invención propone un método para generar energía eléctrica a partir de procesos biológicos, utilizando microorganismos para producir corriente eléctrica de manera sostenible.
7. Composición y método para la producción de material antibacteriano (Solicitud de patente pendiente): Cuero ha desarrollado materiales con propiedades antibacterianas, útiles en la fabricación de dispositivos médicos, textiles y otros productos que requieren propiedades antimicrobianas.
8. Composición y método para la remoción de metales pesados del agua (Solicitud de patente pendiente): Esta invención se enfoca en un método biotecnológico para eliminar metales pesados del agua, utilizando microorganismos que absorben y descomponen estos contaminantes, contribuyendo a la purificación del agua.
9. Composición y método para la producción de biocombustibles (Solicitud de patente pendiente): Cuero ha investigado procesos para la producción de biocombustibles a partir de residuos orgánicos, ofreciendo una alternativa sostenible a los combustibles fósiles.
10. Composición y método para la protección de cultivos agrícolas (Solicitud de patente pendiente): Esta invención propone un método biotecnológico para proteger los cultivos agrícolas de plagas y enfermedades, utilizando microorganismos beneficiosos que actúan como bioagentes de control.
11. Composición y método para la producción de alimentos funcionales (Solicitud de patente pendiente): Cuero ha desarrollado procesos para enriquecer alimentos con nutrientes adicionales, mejorando su valor nutricional y beneficios para la salud.
12. Composición y método para la remoción de contaminantes del aire (Solicitud de patente pendiente): Esta invención se centra en un método para purificar el aire utilizando microorganismos que descomponen contaminantes atmosféricos, contribuyendo a la mejora de la calidad del aire.
13. Composición y método para la producción de materiales biodegradables (Solicitud de patente pendiente): Cuero ha investigado la producción de materiales que se descomponen de manera natural, reduciendo el impacto ambiental de los desechos plásticos.
14. Composición y método para la protección de materiales contra corrosión (Solicitud de patente pendiente): Esta invención propone un método biotecnológico para proteger materiales metálicos de la corrosión, utilizando microorganismos que forman una capa protectora en la superficie del metal.
15. Composición y método para la producción de enzimas industriales (Solicitud de patente pendiente): Cuero ha desarrollado procesos para la producción de enzimas con aplicaciones en la industria alimentaria, farmacéutica y de detergentes, entre otras.
16. Composición y método para la remoción de residuos industriales (Solicitud de patente pendiente): Esta invención se enfoca en un método biotecnológico para tratar y eliminar residuos industriales, contribuyendo a la sostenibilidad y reducción de la contaminación.
17. Composición y método para la producción de vacunas (Solicitud de patente pendiente): Cuero ha investigado métodos para la producción de vacunas utilizando procesos biotecnológicos, ofreciendo una alternativa más eficiente y económica en la fabricación de vacunas.

## Libros
Raúl Cuero es también autor de varios libros que exploran su visión sobre la ciencia, la creatividad y su propia experiencia. Algunos de sus libros incluyen:
1. "De Buenaventura a la NASA"  En su autobiografía, Cuero narra su inspiradora historia personal desde su infancia en Buenaventura hasta su colaboración con la NASA, destacando los desafíos y logros en su vida profesional.
2. "Cómo ser creativo para triunfar - La mente de la mente"  En este libro, Cuero comparte sus ideas sobre cómo desarrollar la creatividad y aplicar este talento en diversos aspectos de la vida, desde la ciencia hasta los negocios.
3. "La orfandad de la nueva generación"  Este libro reflexiona sobre los problemas de la juventud contemporánea, proponiendo soluciones a los desafíos que enfrentan las nuevas generaciones.
4. "How to Create: The Joy of Creativity"  Un libro que ofrece consejos prácticos sobre cómo desbloquear la creatividad y aprovecharla en diversas disciplinas.

## Legado y Visión
Raúl Cuero continúa trabajando en proyectos que fomentan la creatividad y la innovación, especialmente entre los jóvenes, y se dedica a la creación de tecnologías que puedan mejorar la vida en la Tierra y en el espacio. Su visión es que la ciencia y la tecnología, combinadas con la creatividad, pueden transformar el mundo y abrir nuevas oportunidades para las futuras generaciones.